# Cristiano Del Grosso
Cristiano Del Grosso (Giulianova, Italia, 24 de marzo de 1983) es un exfutbolista italiano que jugaba de defensa.
Es hermano gemelo de Federico, que actualmente juega en el Ancona.

## Clubes
| Club                     | País   | Periodo   | Partidos | Goles |
| ------------------------ | ------ | --------- | -------- | ----- |
| Giulianova Calcio        | Italia | 2000-2006 | 132      | 7     |
| Ascoli Picchio F.C. 1898 | Italia | 2005-2006 | 30       | 0     |
| Cagliari                 | Italia | 2006-2008 | 39       | 0     |
| Siena                    | Italia | 2008-2013 | 133      | 3     |
| Atalanta                 | Italia | 2013-2015 | 45       | 1     |
| Bari                     | Italia | 2015-2016 | 12       | 0     |
| SPAL 2013                | Italia | 2016-2017 | 13       | 0     |
| Venezia                  | Italia | 2017-2018 | 21       | 1     |
| Pescara                  | Italia | 2018-2020 | 39       | 1     |
| Real Giulianova          | Italia | 2020      | 8        | 0     |
| Casertana Football Club  | Italia | 2021      | 16       | 0     |